# Кольчик, Александр Арсентьевич
Алекса́ндр Арсе́нтьевич Ко́льчик (укр. Олександр Арсенійович Кольчик; 6 августа 1928 год, село Новокузнецовка, Мечётинский район, Ростовская область — 1990 год) — передовик производства, украинский коммунистический деятель, бригадир бригады рабочих очистного забоя шахты имени Лутугина треста «Чистяковантрацит», Сталинская область. Герой Социалистического Труда (1960). Депутат Верховного Совета УССР 5 — 6 созывов. Член ЦК КПУ (1960—1966).

## Биография
Родился 6 августа 1928 года в крестьянской семье в селе Новокузнецовка, Мечётинский район. С 1955 года — бригадир рабочих очистного забоя шахты имени Лутугина треста «Чистяковантрацит». В 1955 году вступил в КПСС. В марте 1958 года выступил инициатором социалистического соревнования за экономию государственных средств и снижение себестоимости добытого угля. Горняки бригады Кольчика решили экономить на каждой добытой тонне антрацита по 1 рублю. Впервые был применен циклический метод организации труда в лаве, за что бригада Кольчика получила звание бригады коммунистического труда.
В 1960 году удостоен звания Героя Социалистического Труда «за выдающиеся производственные успехи и проявленную инициативу в организации соревнования за звание бригад и ударников коммунистического труда».
Избирался депутатом Верховного Совета УССР 5 — 6 созывов.

## Сочинения
- «За один рубль экономии на каждой тонне угля» (Киев, 1958),
- «Больше и дешевле» (Киев, 1958).

## Награды
- Герой Социалистического Труда — указом Президиума Верховного Совета СССР от 28 мая 1960 года
- Орден Ленина
- Заслуженный шахтёр Украинской ССР